# Budapest romokban
A Budapest romokban Kondor Vilmos magyar író negyedik regénye, amely 2011 júniusában jelent meg az Ünnepi könyvhétre az Agave Könyvek gondozásában.

## Tartalom
1946 emlékezetesen forró nyarán véres merényletet követnek el a Teréz körúton, a rendőrség a Vörös Hadsereg segítségével, nagy erőkkel nyomozni kezd. Gordon Zsigmond közelről igyekszik követni az eseményeket, ez azonban nehezebb, mint gondolta volna. Mintha valaki mindig előtte járna egy lépéssel: halottak bukkannak fel körülötte, élők tűnnek el, miközben a rendőrség egyre-másra tartóztatja le Budapest legismertebb bűnözőit, akik ahányfélék, annyiféle bűnért felelnek, mégis van egy közös vonásuk: bűnös módon szerzett pénzük szőrén-szálán eltűnt. Gordon az eltűnt pénzek nyomába indul, nyomozásában pedig egy fiatal amerikai katona szegődik társául. Az ostrom pusztításának nyomait még mindig magán viselő Budapestet bejárva Gordon a város legrettegettebb bűnözőivel, kivégzésükre váró elítéltekkel, cigarettacsempészekkel és fezőrökkel beszélget, bepillantást nyer a kommunista rendőrség és az Andrássy út 60. embertelen világába, míg végül ahhoz a kegyetlen és könyörtelen emberhez jut el, aki minden eszközt megragad ahhoz, hogy teljesítse a feladatot, amit rábíztak.

## A regény fogadtatása
A Budapest romokban a ciklus előző három részéhez hasonlóan jelentős kritikai visszhangot váltott ki.
Krezinger Szonja Metropolban a regény korfestését emeli ki.

„A korfestés a már megszokott hitelességgel és pontossággal vezet be bennünket a háború utáni első évek világába, Gordon pedig már nem csak néhány ember életét érintő esetekben hagyatkozik zsaruvénájára. Egyértelműen nagypolitika, a város és az ország életét irányító erők korruptsága és feketesége az, ami sötétre színezi a Budapest romokban mondanivalóját is. A pontos történetvezetés, a stílus finom kirajzoltsága mellett mintha alternatív történelemkönyv is lenne a sorozat negyedik kötete is. Egy, a történelemkönyvekben kényesen kezelt korszakot öltöztet irodalmi köntösbe a szerző, mialatt olvasóját az első oldaltól a legutolsóig tökéletesen leköti, fordulatokkal tartja jól, és Gordon, sőt Kondor-függővé is teszi.”

Falvai Mátyás az ambroozia.hu-n megjelent írása szerint a regény legalább két olvasattal rendelkezik.

„E kötetben ráadásul – egy, a kémregény zsáneréhez tett kitérő után – újra visszatalál a hardboiled krimihez, amely természetesen most is ugyanúgy értelmezhető történelmi, vagy akár politikai kriminek is. Kondor Vilmos egyik legnagyobb erénye, hogy egy közelmúltbeli, mégis archív fekete-fehérbe merevedő, elidegenült, a mai kor számára jelentés nélküli világot tesz jelentésessé.”

Csordás Lajos a Népszabadság-ban a regény történelmi hitelességét emeli ki. 

„A szerző igazán nagy mutatványa az, hogy egy-egy krimitörténet révén izgalmasan tud mesélni a harmincas, negyvenes évek fővárosáról, s a korszakról. Krimijei élvezeti értékének jelentős részét a valós történelmi háttér, a gazdag rajzolatú és megbízhatónak tűnő, realisztikus Budapest-pannó adja.”

Szilasi László az ÉS-ben a regényben kifejezésre kerülő szabadságot emelte ki.

„Annak érdekében, hogy a (minden következménnyel együtt) szabadságra szocializált ember cselekedetei magyar nyelvű szövegekben is tanulmányozhatóak legyenek, az utóbbi időben, azt hiszem, bárki legyen is ő, Kondor Vilmos tett a legtöbbet.”

## Folytatás
Az ötkötetes Bűnös Budapest-ciklus ötödik, befejező része, a Budapest romokban folytatása 2012 júniusában jelent meg Budapest novemberben címmel.